# Fulmar (P 740)
Il Fulmar è un pattugliatore di servizio pubblico della Marine nationale. In origine esso si chiamava Jonathan, era un peschereccio basato a Dunkerque ed era stato costruito, in acciaio, nel 1990-1991 dai cantieri navali Socarenam. La nave prende il nome dall'uccello Fulmarus (che in francese è comunemente detto fulmar).

## Storia
Il peschereccio a barre Jonhatan è impostato nel 1990; tra il 1991 e il 1996 opera come peschereccio basato a Dunkerque.
Nel 1996 è acquistato dalla Marine nationale e tra il dicembre 1996 e il giugno 1997 è trasformato in pattugliatore a Lorient da LNI e DCN.
Rinominato Fulmar, è immesso in servizio attivo nel luglio 1997 nella Gendarmerie maritime ed è basato Saint-Pierre (Saint-Pierre e Miquelon).
Nel 2004, il Fulmar riceve la livrea distintiva delle navi partecipanti all'l'Action de l'État en mer (AEM) e diventa un Patrouilleur de service Public (PSP).
Dal 1º luglio 2009 è trasferito alla Marine nationale. Il tenente di vascello Laurent Wuilliez è stato il primo comandante del Fulmar, dal 5 luglio 2009 al 1º luglio 2011.
Il 20 marzo 2014, il Fulmar controlla il transito al largo della zona economica esclusiva di Saint-Pierre e Miquelon del portarinfuse John 1, che si era arenato sulle coste della Rose Blanche-Harbour le Cou (Terranova) e che era rimorchiato e scortato dal rimorchiatore CCGS Earl Grey della Canadian Coast Guard.
Il 23 luglio 2015, il Fulmar accoglie al suo arrivo a Saint-Pierre e Miquelon la fregata Hermione.

## Missioni
Le missioni del pattugliatore di servizio pubblico Fulmar sono:
- Missioni di difesa: pattugliamento costiero, protezione del traffico marittimo, sicurezza degli approdi marittimi, libertà delle comunicazioni, missioni di presenza e di rappresentanza all'estero, cooperazione con i servizi canadesi (gendarmeria, marina e guardia costiera), ecc.
- Missioni dell'azione dello Stato in mare: salvaguardia, sicurezza e sorveglianza della navigazione, lotta contro i traffici illeciti, assistenza e controllo della pesca, lotta contro l'inquinamento, collaborazione con le altre amministrazioni, ecc.

La nave, che in genere sta in porto, può salpare, in caso di forza maggiore, in un'ora e con un equipaggio ridotto (8 su 11 membri di equipaggio).
Le zone d'azione del Fulmar sono:
- Per le missioni ordinarie: le acque territoriali e la zona economica esclusiva di Saint-Pierre e Miquelon
- Per le missioni di salvataggio, rappresentazione e cooperazione: l'Atlantico nord-occidentale.

Il Fulmar è sotto gli ordini dell'ammiraglio (préfet maritime) della Préfecture maritime de l'Atlantique (che è anche il commandant de la zone maritime Atlantique) di Brest, e gli ordini del prefetto di Saint-Pierre e Miquelon.